# Felix Klein
Felix Christian Klein (født 25. april 1849 i Düsseldorf, død 22. juni 1925 i Göttingen) var en tysk matematiker. 
Allerede 1872 blev han ansat som professor i matematik i Erlangen. Fra 1875 til 1880 arbejdede han i samme stilling ved den tekniske skole i München samt ved universiteterne i Göttingen og Leipzig (til 1886). Klein var en fremragende matematiker, der gjorde Göttingen til et matematisk centrum, hvorhen mange matematiske studerende fra ind- og udland søgte. Hans omfattende videnskabelige arbejde er kommet mange af matematikkens områder til gode. Han har behandlet sådanne funktioner ∫(x), der ved visse lineære transformationer går over i sig selv, der altså tilfredsstiller en ligning som ∫(a + bx / c + dx)= ∫(x); disse funktioner, til hvilke de elliptiske modulfunktioner hører, kalder han automorfe.
I læren om grupper af lineære substitutioner har han i tilfældet med kun én variabel identificeret grupperne med grupperne af drejninger, hvorved et regulært polyeder bringes til at dække sig selv, og han har gjort vigtige anvendelser af denne lære på integration af lineære differentialligninger og på løsningen af femtegradsligningen. Også til funktionsteorien, den ikke-euklidiske geometri og mekanikken har han ydet betydelige bidrag. Klein bestræbte sig i høj grad for at få matematik fremstillet som et sammenhørende hele. Når en samling geometriske figurer går over i hinanden ved transformationerne i en gruppe, vil undersøgelsen af samlingens egenskaber bero på bestemmelsen af transformationsgruppens invarianter og altså kunne foretages på samme måde for andre samlinger, der har de samme transformationer. På en sådan sammendragning af forskellige undersøgelser giver Klein i Vergleichende Betrachtungen über neuere geometrische Forschungen (1872) talrige eksempler. 
Klein arbejdede meget for reformer i både den højere og den lavere matematikundervisning; han var præsident for den 1908-nedsatte internationale matematiske undervisningskommission og gav store bidrag til dens publikationer. Han stillede over for hinanden den på anskuelse byggede "approximationsmatematik", der bør spille hovedrollen ved undervisningen af begyndere og praktikere, og den på viderekomne beregnede "præcisionsmatematik", der på eksakt måde opererer med tallene. Her henvises til Anwendung der Differential- und Integralrechnung auf Geometrie, eine Revision der Principien (1902), der også indeholder Kleins interessante undersøgelser vedrørende realiteten af algebraiske kurvers særheder. De fleste af Kleins afhandlinger findes i Mathematische Annalen. Et forskningstidsskrift, hvor han også var medlem af redaktionen siden 1875.
Han blev i 1882 den første til at beskrive kleinflasken, der er en geometrisk form, der kun har én overflade.

## Udvalgte værker
- 1882: Über Riemanns Theorie der algebraischen Funktionen und ihrer Integrale.
- 1884: Vorlesungen über das Ikosaeder und die Auflösung der Gleichungen vom fünften Grade.
- 1890-1892: Vorlesungen über die Theorie der elliptischen Modulfunktionen (sammen med Robert Fricke, 2 bind).
- 1897-1912: Vorlesungen über die Theorie der automorphen Funktionen (sammen med Robert Fricke).